# اتفاقية التجارة الحرة بين الاتحاد الأوروبي وفيتنام
اتفاقية التجارة الحرة بين الاتحاد الأوروبي وفيتنام هي اتفاقية تجارة حرة بين الاتحاد الأوروبي وجمهورية فيتنام الاشتراكية. كما تم الاتفاق على اتفاقية حماية الاستثمار بين الاتحاد الأوروبي وفيتنام وهي اتفاقية استثمار ثنائية.
تعمل الاتفاقية على تعميق العلاقات بين فيتنام والاتحاد الأوروبي وتم اعتمادها بموجب قرار المجلس (الاتحاد الأوروبي) 2020/753 المؤرخ 30 مارس 2020 بشأن إبرام اتفاقية التجارة الحرة بين الاتحاد الأوروبي وفيتنام. تم تمرير الاتفاقية في فيتنام في 8 يونيو 2020 في الجمعية الوطنية الفيتنامية ودخلت حيز التنفيذ في 1 أغسطس من ذلك العام. تمت الموافقة على كلا الاتفاقيتين من قبل المشرعين الفيتناميين بأغلبية كبيرة بلغت حوالي 95٪ من الأصوات.

## المميزات
وفقًا للمفوضية الأوروبية، ستوفر الاتفاقيات فرصًا لزيادة التجارة ودعم الوظائف والنمو على كلا الجانبين، من خلال:
- إلغاء 99٪ من الرسوم الجمركية.
- تقليل الحواجز التنظيمية وتداخل البيروقراطية.
- ضمان حماية المؤشرات الجغرافية.
- فتح أسواق الخدمات والمشتريات العامة.
- التأكد من أن القواعد المتفق عليها قابلة للتنفيذ.